# World Series of Snooker
World Series of Snooker — серия нерейтинговых (пригласительных) снукерных турниров под эгидой WPBSA, имеющая выставочный или рекламный характер. Была создана в дополнение к мэйн-туру для популяризации снукера в мире. Первый розыгрыш состоялся в 2008 году, включивший в себя 4 двухдневных турнира (четвертьфиналы в субботу, полуфиналы и финал в воскресенье) в Джерси, Германии, России и Польше. В каждом турнире участвовали по 8 игроков, четверо из которых — ведущие мастера, остальные — местные игроки, либо специально приглашённые. Победители турниров и финалисты попали на Гранд Финал, состоявшийся в городе Портиман (Португалия). 
Победитель серии 2008/09 — Шон Мёрфи — получил € 50,000.

## Менеджмент и цели
Тур был организован при поддержке FTSC Sports Management, в лице Патрика Муни, который занимался делами ведущих снукеристов — Джона Хиггинса и Грэма Дотта, телевизионного канала Евроспорт (освещающего турниры, находящиеся под контролем WPBSA), Джона Хиггинса, а также одного из ведущих рефери — Микаэлы Табб. 
Хиггинс чувствовал, что в Великобритании падает интерес к снукеру, поэтому назрела необходимость в привлечении новых стран к этому виду бильярда. Так, после проведения первого пробного тура в Варшаве, Мировая Серия стартовала.
Этап Мировой Серии в Москве прошёл при непосредственном участии комментатора и обозревателя канала Евроспорт Владимира Синицына, являющегося руководителем российского подразделения турнира.

## Турнир 2008 года
| Дата               | Место                    | Победитель    | Финалист      | Счёт |
| ------------------ | ------------------------ | ------------- | ------------- | ---- |
| 21-22 июня 2008    | Форт Риджент, Сент Элье  | Джон Хиггинс  | Марк Селби    | 6:3  |
| 12-13 июля 2008    | Темподром, Берлин        | Грэм Дотт     | Шон Мёрфи     | 6:1  |
| 25-26 октября 2008 | EXPO XXI, Варшава        | Дин Цзюньхуэй | Кен Доэрти    | 6:4  |
| 22-23 ноября 2008  | Крылья Советов, Москва   | Джон Хиггинс  | Дин Цзюньхуэй | 5:0  |
| 8-10 мая 2009      | Павильяу Арена, Портиман | Шон Мёрфи     | Джон Хиггинс  | 6:2  |

Первым победителем Мировой Серии стал Шон Мёрфи, ровно через неделю взявший реванш у Джона Хиггинса за поражение на чемпионате мира.

## Турнир 2009 года
| Дата               | Место                    | Победитель  | Финалист    | Счёт |
| ------------------ | ------------------------ | ----------- | ----------- | ---- |
| 16-17 мая 2009     | Глен-игл Отель, Килларни | Шон Мёрфи   | Джимми Уайт | 5:1  |
| 17-18 октября 2009 | Прага                    | Джимми Уайт | Грэм Дотт   | 5:3  |

В первых двух сериях в финале был Джимми Уайт, и, если в Ирландии он уступил Шону Мёрфи, то в Праге одержал заслуженную победу. В качестве рефери на турнире выступил Ян Верхас, что говорило об увеличении внимания к турнирам. Однако в Праге был явный недостаток зрителей, несмотря на то, что в первом раунде играла местная рок-звезда — Михал Кристоф.
Просуществовав с переменным успехом в течение двух сезонов, турнир завершился в 2009.